# Grigori Kriss
Grigori Yakovlevich Kriss –en ruso, Григорий Яковлевич Крисс– (Kiev, URSS, 24 de diciembre de 1940) es un deportista soviético que compitió en esgrima, especialista en la modalidad de espada.
Participó en tres Juegos Olímpicos de Verano entre los años 1964 y 1972, obteniendo en total cuatro medallas: oro en Tokio 1964, dos platas en México 1968 y bronce en Múnich 1972. Ganó siete medallas en el Campeonato Mundial de Esgrima entre los años 1965 y 1971.

## Palmarés internacional
| Juegos Olímpicos   | Juegos Olímpicos          | Juegos Olímpicos  | Juegos Olímpicos   |
| Año                | Lugar                     | Medalla           | Prueba             |
| ------------------ | ------------------------- | ----------------- | ------------------ |
| 1964               | Tokio (Japón)             | Medalla de oro    | Espada individual  |
| 1968               | Ciudad de México (México) | Medalla de plata  | Espada individual  |
| 1968               | Ciudad de México (México) | Medalla de plata  | Espada por equipos |
| 1972               | Múnich (RFA)              | Medalla de bronce | Espada por equipos |
| Campeonato Mundial |                           |                   |                    |
| Año                | Lugar                     | Medalla           | Prueba             |
| 1965               | París (Francia)           | Medalla de bronce | Espada por equipos |
| 1966               | Moscú (URSS)              | Medalla de plata  | Espada por equipos |
| 1967               | Montreal (Canadá)         | Medalla de oro    | Espada por equipos |
| 1967               | Montreal (Canadá)         | Medalla de plata  | Espada individual  |
| 1969               | La Habana (Cuba)          | Medalla de oro    | Espada por equipos |
| 1971               | Viena (Austria)           | Medalla de oro    | Espada individual  |
| 1971               | Viena (Austria)           | Medalla de plata  | Espada por equipos |